# Glitz
Glitz är ett bibliotek för att komponera ihop bilder av OpenGL-anrop. Glitz tillhandahåller Porter/Duff-komponering av bilder och implicit maskgenerering av enkla geometriska primitiver såsom trapezoider, trianglar och rektanglar.
Biblioteket utvecklades ursprungligen av Peter Nilsson och David Reveman som en magisteruppsats Hardware accelerated image compositing using OpenGL.